# Oberschöna
Oberschöna là một đô thị trong huyện Mittelsachsen, bang tự do Sachsen, nước Đức. Đô thị Oberschöna có diện tích 44,22 km², dân số thời điểm ngày 31 tháng 12 năm 2005 là 3679 người.